# Kanton Angers-2
Der Kanton Angers-2 ist seit 1973 ein französischer Wahlkreis im Arrondissement Angers, im Département Maine-et-Loire und in der Region Pays de la Loire. Sein Hauptort ist Angers.

## Gemeinden
Der Kanton besteht aus drei Gemeinden und Gemeindeteilen mit insgesamt 42.137 Einwohnern (Stand: 1. Januar 2022) auf einer Gesamtfläche von 45,31 km²:
| Gemeinde                | Einwohner 1. Januar 2022 | Fläche km² | Dichte Einw./km² | Code INSEE | Postleitzahl |
| ----------------------- | ------------------------ | ---------- | ---------------- | ---------- | ------------ |
| Angers                  | 31.885                   | 10,67      | 2.988            | 49007      | 49000, 49100 |
| Bouchemaine             | 6.635                    | 19,81      | 335              | 49035      | 49080        |
| Sainte-Gemmes-sur-Loire | 3.617                    | 14,83      | 244              | 49278      | 49130        |
| Kanton Angers-2         | 42.137                   | 45,31      | 930              | 4902       | –            |

1. ↑   Nur der südwestliche Teil der Gemeinde, der Rest verteilt sich auf die Kantone Angers-1, Angers-3, Angers-4, Angers-5, Angers-6 und Angers-7.